# جويل غيب
جويل غيب هو كاتب أغاني ومغني كندي، ولد في 28 يناير 1977 في كينكاردين في كندا.

## وصلات خارجية
- جويل غيب على موقع ميوزك برينز (الإنجليزية)
- جويل غيب على موقع أول ميوزيك (الإنجليزية)
- جويل غيب على موقع ديسكوغز (الإنجليزية)